# Амфитеатр в Сиракузах

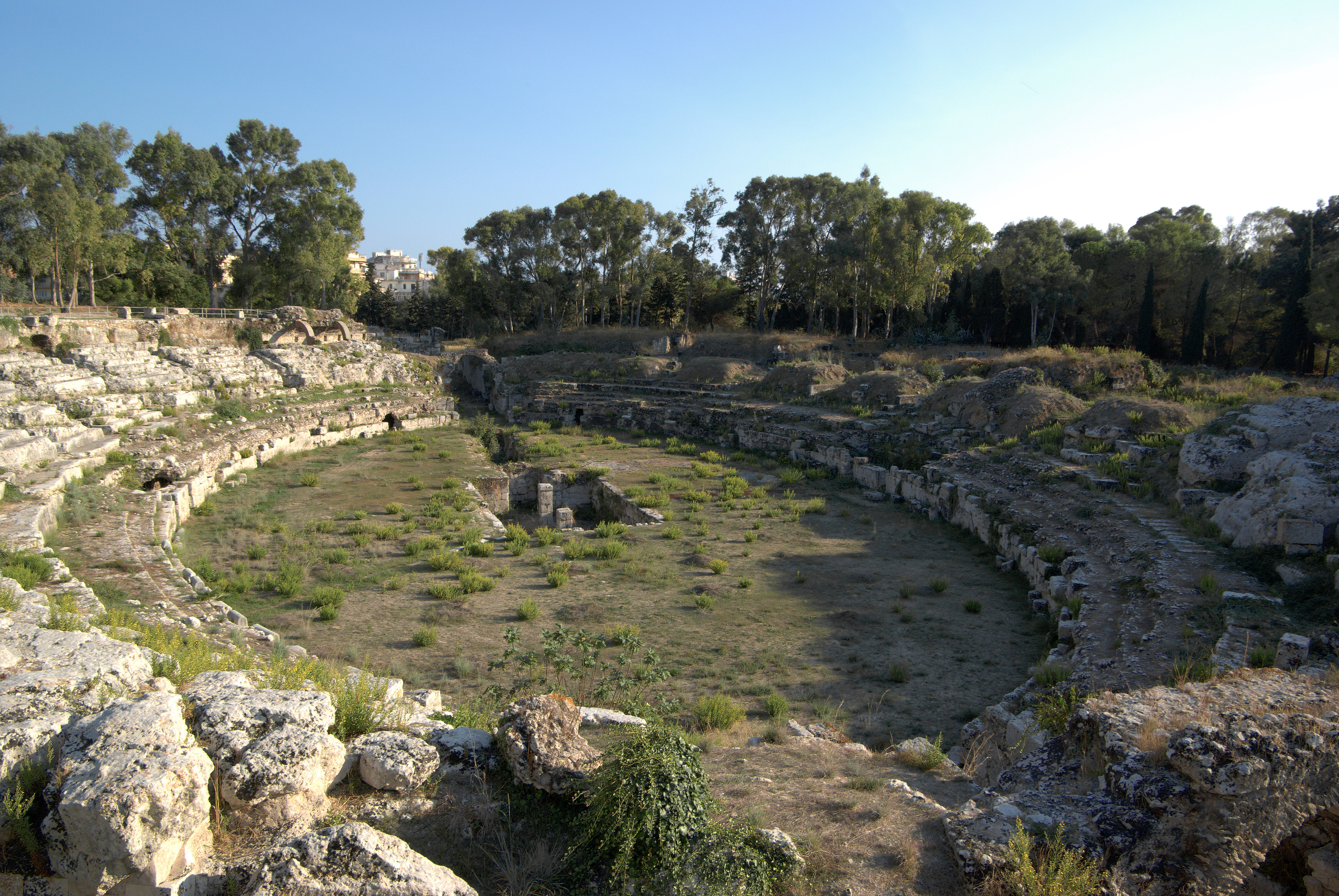
Амфитеатр в Сиракузах

Амфитеатр — здание древнеримского театра в Сиракузах, построенное в конце I века до н. э. во время правления Октавиана Августа.
Имеет круглую форму — в отличие от полукруглого греческого театра, располагающегося неподалёку. У римского амфитеатра хорошо сохранились внутренние ходы, по которым на арену выходили гладиаторы и выпускались дикие звери. В амфитеатре четыре выхода в направлении четырёх сторон света. Это третья по величине римская арена на территории Италии после римского Колизея и амфитеатра в Вероне.